# مصر للطيران للسياحة (الكرنك) والأسواق الحرة
مصر للطيران للسياحة ( الكرنك ) والأسواق الحرة (بالإنجليزية: EGYPTAIR TOURISM (KARNAK) AND DUTY FREE)‏ هي إحدي الشركات التابعة للشركة القابضة لمصر للطيران، يرجع تاريخ إنشائها إلى عام 2002 وذلك عندما تمت إعادة هيكلة شركة مصر للطيران، وذلك لصدر القرار الجمهوري 137 لسنة 2002 بتحويل مؤسسة مصر للطيران إلى شركة قابضة تسمى الشركة القابضة لمصر للطيران وفقا لأحكام القانون 203 لسنة 1991 وأنبثق عن إعادة الهيكلة شركة قابضة وسبعة شركات تابعة، ومنها شركة مصر للطيران للسياحة ( الكرنك ) والأسواق الحرة، تتكون شركة مصر للطيران للسياحة والأسواق الحرة من قطاعين منفصلين من قطاعات الأعمـال:
1. الآسواق الحرة: وهى تقدم خدمات البيع بالتجزئة للركاب في تسعة مطارات رئيسية في جميع أنحاء البلاد وأكبر متاجر البيع بالتجزئة للبضائع المعفاة من الرسوم الجمركية في مصر .
2. الكرنك للخدمات السياحيـة: وهى تقدم السياحة القادمة والمغادرة وخدمات المؤتمرات، وتقوم بشغيل أسطول من سيارات الركاب بأحجام مختلفة لا سيما في مجال السياحة .

## الخدمات
- تأسست الكرنك في عام 1955 مع أكثر من 60 عاما من الخبرة بموجب ترخيص رقم 6، الفئة (A) .
- الكرنك لديها أكثر من 11 مكتبا المبيعات لتقديم مجموعة متنوعة من الخدمات لتلبية احتياجات العملاء .
- الكرنك هي شركة السفر الرائدة في تنظيم الجولات وحزم على حد سواء داخل وخارج مصر، والحج والعمرة .
- الكرنك لديها مكتب عبور 24 ساعة في مطار القاهرة الدولي لتلبية ومساعدة وترتيب جولات سريعة .